# Compsoctena indecorella
Compsoctena indecorella is een vlinder uit de familie van de Eriocottidae. De wetenschappelijke naam van de soort is, als Alavona indecorella, voor het eerst geldig gepubliceerd in 1856 door Francis Walker.